# Гатри, Чарльз Клод
Чарльз Клод Гатри (англ. Charles Claude Guthrie; 26 сентября 1880, Гилмор, Миссури — апрель 1963) — американский физиолог. Родился в Гилморе, штат Миссури. В 1901 году окончил Университет Миссури и получил степень доктора медицины, а в 1908 году — получил ученую степень доктора философии в Чикагском университете. Преподавал физиологию и проводил научные исследования будучи профессором физиологии и фармакологии в Вашингтонском университете (1906—1909 гг.), а после 1909 года — в Университете Питтсбурга.
Внес вклад в изучение реакции крови и её изменениям, реаниматологии, церебральной и иной анемии, исследование изолированных и непривитых тканей, швам и анастомозам кровеносных сосудов. Автор работы «Хирургические операции на кровеносных сосудов и их применение» (1912). В мае 1908 года успешно осуществил пересадку собачьей головы на шею другой собаке, впервые в мире создав двухголовую собаку.
В области сосудистой хирургии Гатри сотрудничал с французским хирургом Алексисом Каррелем, который получил Нобелевскую премию по физиологии и медицине в 1912 году. В книге Хью Э. Стивенсона-младшего и Роберта С. Кимптона (2001 г.) утверждается, что основная заслуга в этой работе принадлежала Гатри, а не Кэррелу, однако эксперименты Гатри по пересадке головы, вероятно, помешали ему получить статус лауреата Нобелевской премии.